# Mundo Literário

Mundo literário : semanário de crítica e informação literária, científica e artística, foi publicado, semanalmente, em Lisboa, entre 1946 e 1948, tendo como diretor geral Jaime Cortesão Casimiro e diretor literário Adolfo Casais Monteiro, aos que se juntam, formando o corpo diretivo do jornal, Emil Andersen e Luís de Sousa Rebelo. A sua criação dá-se no contexto da falta de liberdade de Imprensa, passando a estar na mira da censura, adversa à sua existência, que a vai castigando ao longo dos seus 2 anos de publicação, equivalentes  a 53 números. Uma prévia folha volante anuncia a vinda deste  semanário, que promete informação atualizada no âmbito da cultura, "correntes vivas no campo da ciência e da arte", abrangendo  as rubricas de literatura (onde se inserem as críticas), teatro, cinema, panorama científico, tribuna do leitor, artes plásticas, livros, entre outras,  tudo envolto por “opiniões dignas de crédito”, assinadas por colaboradores, quer literários, quer artísticos, da mais alta categoria, a saber: António José Saraiva, João Gaspar Simões, Augusto Abelaira, Pedro Homem de Mello, Eugénio de Andrade, Matilde Rosa Araújo, Jacinto do Prado Coelho, Vitorino Magalhães Godinho, Alexandre O’Neill, Alves Redol, José Régio, Jorge de Sena, Joel Serrão, Fernando Namora, Edmundo Curvelo, Mário Sacramento, António Branquinho da Fonseca, Aguinaldo Brito Fonseca, Rui Grácio, Diogo de Macedo, Luís Francisco Rebello, Murilo Mendes, Carlos Drummond de Andrade, Castro Soromenho, António Sérgio, Alexandre Pinheiro Torres, Cândido Costa Pinto, António Pedro, Álvaro Salema, Júlio Pomar, Abel Manta, José Ernesto de Sousa, Mário Novais, Pedro da Silveira, Fernando de Azevedo, Rómulo de Carvalho, João José Cochofel, Nataniel Costa, Mário Dionísio e Sebastião da Gama.